# Miguel Tacón y Rosique

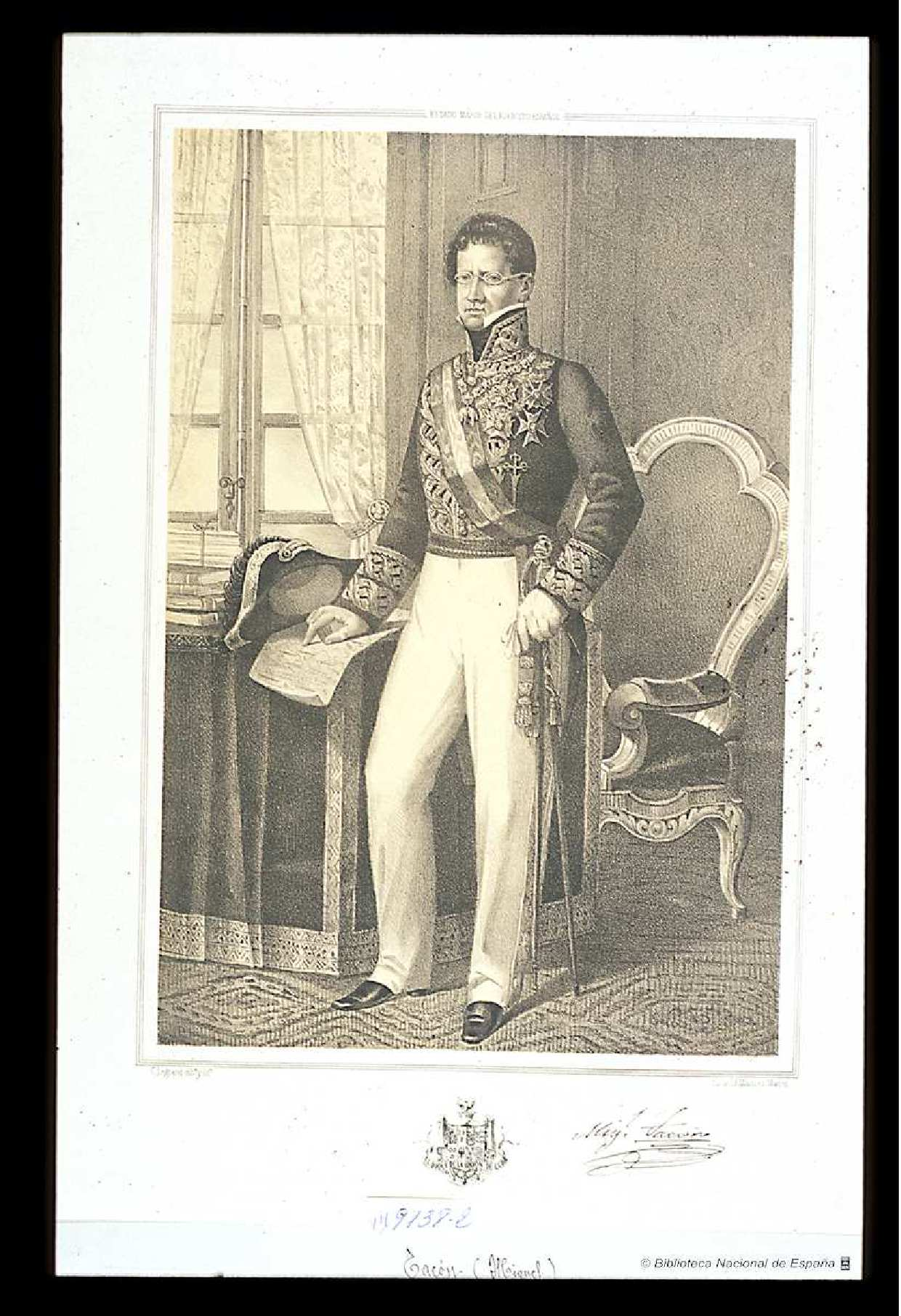
Porträt von Miguel Tacón, Lithographie von Luis Carlos Legrand für das Werk von Pedro Chamorro y Baquerizo: Estado Mayor General del Ejército Español (span.: Generalstab der spanischen Streitkräfte). Spanische Nationalbibliothek

Miguel Tacón y Rossique (* 10. Januar 1775 in Cartagena, Murcia (Region); † 13. Oktober 1855 in Madrid) war Offizier bei den Land- und Seestreitkräften, Gouverneur, Präsident einer Real Audiencia, Generalkapitän und Senator in Spanien. Für seine keineswegs unkritisch anzusehenden Taten in Amerika und der Karibik erhielt er zwei Adelstitel und mehrere hohe Auszeichnungen.

„Tacón genoß eine hohe Wertschätzung als Befehlshaber, auch wenn er niemals die Gelegenheit hatte, seinen Mut im Krieg in Amerika zu bestätigen; er hatte einen düsteren Charakter, war hart mit dem Land, das er regierte und unerbittlich mit den besiegten Feinden.“

## Marine-Karriere
Miguel Tacón, Sohn eines Gardemarin-Brigadegenerals, schrieb sich mit 14 Jahren als Fähnrich zur See zum Studium ein und verließ die Marineakademie zwei Jahre später als Leutnant zur See (alférez de fragata). Nach drei Jahren Einsatz vor der portugiesischen Südküste wurde er 1794 zum Oberleutnant zur See (alférez de navio) befördert. 1802 zum teniente de fragata (zu dem es heute kein Äquivalent mehr gibt; vgl. Armada Española#Offiziere) erhoben, nahm er an Kämpfen vor der nordafrikanischen Küste teil, was ihm sein erstes Kommando auf einer Brigg einbrachte. Nach Fahrten als Freibeuter gegen die Briten, kämpfte er in der Schlacht von Trafalgar. Sein Einsatz hier führte zum Aufstieg zum Kapitänleutnant (teniente de navío) und zur Aufnahme in den Santiagoorden.
Er wurde bald darauf bei einem nächtlichen Schiffsunfall verletzt, was zum Wechsel als Hauptmann bei den Streitkräften führte. Tacón erhielt jedoch die Befugnisse eines Oberstleutnants, da er auch zum Gouverneur der neugrenadiner Provinz Popayán ernannt wurde. Vor seiner Abreise Anfang Juni 1806 heiratete er Ana Polonia García y Socoli; aus der Ehe gingen zwei Kinder (Miguel und Maria del Carmen) hervor. Auf der Anreise wurde sein Schiff von Briten an der Mündung des Rio Magdalena aufgebracht, die ihn und seine Frau jedoch planmäßig in Cartagena de Indias anlanden ließen.

## Gouverneur in Popayán
Bereits nach dem Bekanntwerden des Volksaufstands in Madrid und der von Napoleon Bonaparte erzwungenen Abdankung von Carlos IV, mit dem Thronfolger Ferdinand, in Neugranada, unterdrückte Tacón in seinem Amtsbereich jegliche Versuche, Eigenständigkeit zu entwickeln. Die Machtübernahme der Patrioten um Juan Pio Montúfar y Larrea in Quito Anfang August 1809 bewog den Vizekönig Antonio Amar y Borbón und seine Berater in Bogotá im September ein Kontingent Truppen nach Quito zu schicken. Diesen Truppen schlossen sich auf Anweisung des Vizekönigs weitere Soldaten von Tacón in Popayán an, um die Selbstverwaltung von Quito zu beenden.
Tacón war von Amar ausdrücklich aufgefordert worden, eigene Initiativen zu starten, weswegen er Pasto besetzen ließ, um Quito anzugreifen. Als die Quiteñer vom Anmarsch der Neugrenadiner erfuhren, entsandten sie Truppen, die im ersten Gefecht des Krieges auf dem Gebiet des späteren Großkolumbien, noch auf neugrenadiner Boden (bei Desaguadero am Titicacasee wurde einige Tage vorher gekämpft), besiegt wurden. Als Folge verhandelten die Patrioten um Montúfar in Quito mit den abgesetzten Gerichtspräsidenten über dessen Rückkehr ins Amt, zumal auch aus dem Süden des Gerichtsbezirks und vor allem aus Peru, weitere Truppenkörper anrückten.
Ende Juli 1810 traf der vom Regentschaftsrat eingesetzte Regionalkommissar Carlos Montúfar gleichzeitig mit Tacón in Popayán ein. Dieser überzeugte Tacón in den nächsten zwei Wochen – wie zuvor in Bogotá und den anderen Provinzhauptstädten auf seinem Weg – von der bis dahin verweigerten Einrichtung einer „Provisorischen Junta für Sicherheit“, der Tacón vorstand, um die Regierungsgeschäfte zu führen. In diese nachfolgende Zeit fällt der Versuch der örtlichen Patrioten, Tacón mit dem Angebot, ihn zum General zu machen, zum Überlaufen zu bewegen. Seine Ablehnung zeigt, dass er sich nicht von der absoluten Monarchie lösen wollte, sondern lediglich Anweisungen aus dem Mutterland befolgte. Tacón ließ derweil in der gesamten Provinz mit Militärpräsenz und Gerichtsverfahren den Gedanken an Selbstbestimmtheit unterdrücken; er bereiste immer wieder seinen Amtsbereich, um selbst einzugreifen. Mit seinen Vorgaben und Personalentscheidungen für Pasto legte er die Grundlagen für den über das Kriegsende hinausgehenden Widerstand der Königstreuen in der Region.

Im Tal des Río Cauca, das damals bis zu den heutigen drei kleinen Departements Caldas, Riseralda und Quindío zur Provinz Popayán gehörte, hatte es schon lange vor den hier geschilderten Ereignissen Rivalitäten mit Hauptstadt der Provinz gegeben. Das aus Cali stammende Mitglied des Provinzrats Joaquín Caizedo y Cuero bereiste die Gegend, als Tacóns Widerstand gegen die Junta wuchs und regte damit die Gründung einer Junta in Cali, sowie die Schaffung einer neuen Provinz (Konföderation der Städte des Cauca-Tals, Ciudades Confederadas del Valle del Cauca) bei der Regierung in Bogotá an. Als Tacón davon erfuhr, löste er mit Unterstützung aus Pasto die Junta in Popayán auf und entsandte den von ihm in Pasto eingesetzten Kommandeur mit Truppen aus der Stadt und dem Tal des Río Patía, um gegen die Patrioten vorzugehen. Cali reagierte mit der Aufstellung von Milizen und forderte dies auch von anderen Städten im Tal des Rio Cauca. Als die Regierung in Bogotá von der drohenden Eskalation erfuhr, rüstete sie einen Feldzug unter Antonio Baraya aus. Die Junta in Bogotá hatte dem Regentschaftsrat abgeschworen
 und sie teilte dies Tacón, ebenso wie die Ausrichtung des Feldzugs, im November mit. Baraya erreichte Ende Dezember Cali, während Tacón von Popayán aus mit der Junta in Bogotá kommunizierte.

Zu Beginn des Jahres 1811 entwickelte sich ein wenig einträglicher Briefwechsel zwischen Baraya und Tacón. Anfang Februar wurde die Junta der Konföderation der Städte des Cauca-Tals formell gegründet und am Ende des Monats brachen die Patrioten nach Popayán auf. Auf dem Weg und wegen einer Truppe aus dem heutigen Departement Huila, die mehrheitlich aus patriotisch gesinnten Indigenen bestand, kam es zu Gefechten, die einen Ausfall Tacóns verhinderten. Ende März konnte Tacón die Brücke über einen Fluss nahe Popayán (Río Palacé) trotz numerischer Überlegenheit gegen die von Atanasio Giradot geführte Vorhut Barayas nicht halten. Er musste vor dem Gros der Patrioten zurückweichen und gab Popayán auf, obwohl er immer noch über mehr Truppen verfügte, (s. Erste Republik Kolumbien#Provinz Popayán). Tacón floh nach Pasto, wo er Anfang April eintraf. Zuvor hatte er die Provinzkasse und die Einwohner in Popayán ausgeplündert; diese Praxis setzte er auf seinem Weg nach Süden fort. Im Juli schickte er einen Teil der Beute
 nach Barbacoas an die westlichen Ausläufer der Anden, wo er sie einlagerte und Truppen anwerben ließ. Tacón marschierte zur selben Zeit in den Norden des Gerichtsbezirks Quito, was die dortige Regierung zu einem Feldzug bewog. Tacón wurde in einem Gefecht geschlagen und zog sich zuerst nach Barbacoas zurück.
Obwohl Baraya klar sein musste, dass die Royalisten in Pasto einer ungehinderten Kommunikation der in Quito erneut an die Macht gekommenen Patrioten (vgl. Erste Unabhängigkeit von Ecuador#Erneute Übereinkunft nach Aufstand) entgegenstanden, blieb er bis Anfang Juli in Popayán, bevor er sich an die Verfolgung Tacóns machte. Offenbar hatte er es nicht sehr eilig, denn die Quiteños waren Mitte Juli nicht weit südwestlich von Pasto. In Popayán blieb sein Stellvertreter Joaquín Caizedo y Cuero mit einigen Truppen zurück.

Mit den verbliebenen Kämpfern und den Rekruten aus Barbacoas marschierte Tacón Anfang August bis Almaguer, etwa auf halber Strecke zwischen Popayán und Pasto, um sich Baraya zu stellen. Mitte August befand sich Tacón bereits wieder in Barbacoas, da seine Truppen aus Mangel an Moral desertierten. Um das Heer der Neugrenadiner Union zu beschäftigen, schickte Tacón kleine Trupps in Tal des Río Patía, um dort die Bevölkerung aufzuwiegeln,
 während er selbst, wohl im Dezember, bis an die Küste vordrang. Baraya überließ Caizedo y Cuero einen Teil der Truppen, um einen Kleinkrieg gegen die Königstreuen im Tal des Río Patía zu führen. Aber auch nachdem der Feldzug aus Quito Mitte September Pasto erobert hatte, sah Baraya keine Veranlassung, sich um Tacón zu kümmern. Die Regierung in Bogotá beorderte Baraya im Dezember zurück, weil die Desertionen in seinem Heer zunahmen. Grund dafür war das Vorgehen gegen royalistisch gesinnte Einwohner im Tal des Río Patía, das einen zunehmend brutaler werdenden Krieg zur Folge hatte. Der bei Caizedo y Cuero verbliebene Rest rüstete Anfang 1812 einen Feldzug gegen Tacón aus und ein Teil eskortierte ihn zu Verhandlungen nach Quito. Der verbliebene Rest reichte nicht aus, als es im folgenden Mai zum Aufstand in Pasto kam und die Stadt erneut an die Königstreuen fiel.
Tacón hatte mittlerweile aus Guayaquil (das der peruanische Vizekönig José Fernando Abascal y Sousa unter seine Verwaltung hatte stellen lassen) etwas Unterstützung erhalten, mit der er sich die Region um den Hafen Tumaco sichern konnte. Ende Januar lief Tacón in eine Falle der Patrioten, die ihm der aus Neiva gekommene Kommandeur mit Truppen aus dem Cauca-Tal auf dem Río Iscuandé nordöstlich gestellt hatte. Die Niederlage Tacóns war derart umfassend, dass er zurück nach Tumaco floh und sich dort Anfang Februar nach Lima einschiffte. Er soll über lediglich 25 Soldaten verfügt haben, als er an Bord ging.

## Militärdienst in Peru
In Lima beförderte Vizekönig Abascal Tacón für seine Verdienste bei der Niederwerfung der Patrioten in Quito zum Obersten und entsandte ihn nach Oberperu.
 Nachdem dort die erste Expedition zur Befreiung Oberperus gescheitert war, rückte ein spanisches Heer unter dem Befehl von Juan Pio Tristan in der zweiten Jahreshälfte 1812 nach Nordargentinien vor, wobei sie von Manuel Belgrano zurückgeschlagen wurden (s. Expeditionen zur Befreiung Oberperus#Spanischer Gegenschlag in Nordargentinien). Anfang 1813 folgten die Truppen der Vereinigten Provinzen von Río de la Plata den Besiegten und besiegten diese erneut in Salta. Tacón, der lediglich bis Jujuy gekommen war, übernahm dort eigenmächtig die Garnison. Manuel Goyeneche, der die Spanier in Oberperu befehligte, beorderte ihn (und alle anderen spanischen Soldaten) zurück, da er den Südteil des Gerichtsbezirks Charcas aufgab, was zu seiner Entlassung führte. Die angesichts der spanischen Schwäche von Belgrano nach Oberperu gestartete zweite Expedition der Argentinier führte zum Aufstand in Cochabamba. Tacón und einige andere Kommandeure verhinderten die Aufspaltung des Heeres, bevor ein Nachfolger für Goyeneche eintraf. Belgranos Vorstoß scheiterte erst am 1. Oktober nordwestlich von Potosí, in Vilcapguio, am neuen Oberkommandierenden, Joaquín de la Pezuela. Für seine Leistungen in dieser Schlacht als Kommandeur des linken spanischen Flügels beförderte de la Pezuela Tacón zum Brigadegeneral und ernannte ihn zum Generalstabschef. Nach einem weiteren Sieg de la Pezuelas in Ayohuma Mitte November, bei dem Tacón wieder den linken Flügel führte, ließ dieser ihn als Interimsgouverneur von Potosí zurück, bis der Nachfolger eintraf.

Tacón erfüllte seine Pflichten als Generalstabschef im Hintergrund, die de la Pezuela und seinen Kommandeuren zu wichtigen Siegen gegen oberperuanische Guerillagruppen verhalfen. Ende 1814 setzte de la Pezuela Tacón als Präsidenten der Real Audiencia in Chuquisaca
 ein, wodurch er zum Landesherrn aufstieg. Kurz darauf begann der dritte Feldzug der Argentinier im Süden Oberperus. Hinzu kam der Aufstand in Cusco Ende 1814, der auch einen Feldzug nach La Paz zur Folge hatte, der erst im März von de la Pezuelas Stellvertreter Juan Ramírez Orozco beendet werden konnte (s. Mateo Pumacahua). Die zumeist topografisch bedingten Zonen, in denen sich Guerillagruppen nach den ausgedehnten spanischen Strafaktionen hatten halten können, verstanden dies als neue Gelegenheit, die Unabhängigkeit zu erreichen und begannen, im Hinterland Überfälle zu verüben. Ende 1815 beginnt die Einstufung dieser Zonen als Republiquetas.

Im Raum des damaligen La Laguna, südlich der Hauptstadt, hatte Manuel Ascencio Padilla mit seiner Frau Juana Azurduy eine Guerillagruppe aufgebaut und mit örtlichen Kleingruppen vernetzt, die angesichts der dritten argentinischen Expedition von José Rondeau noch in der zweiten Januarhälfte 1815 einigen spanischen Garnisonen Niederlagen zufügte. De la Pezuela entsandte Truppen zur Unterstützung für die Hauptstadt, ließ aber auch unweit von Potosí neue Abteilungen aufstellen. Ende März gelangte Padilla in die Umgebung von Chuquisaca, wo er einige Orte besetzte. Dies geschah in Absprache mit mehreren Guerillaführern, die gemeinsam Chuquisaca bedrohten. Da die Spanier nicht genug Truppen hatten, um sich lokalen und regionalen Guerillagruppen zu widmen, zwangsrekrutierte Tacón Einheimische, um der Gefahr im Hinterland Herr zu werden; außerdem rückten zum Monatswechsel die neuen Truppen als Verstärkungen an. Mit Infanterie, Kavallerie und zwei kleinkalibrigen Kanonen zog Tacón den Patrioten Anfang April entgegen. In der anschließenden Schlacht mussten sich die Unabhängigkeitskämpfer zurückziehen.
Angesichts der Erfolge der argentinischen Expedition von Rondeau, beschloss de la Pezuela den Rückzug aus dem Südteil des Landes, um seinen Stellvertreter Ramírez mit seinen Truppen zu treffen. Kaum drei Wochen nach dem Gefecht mit Padilla räumte Tacón daher Chuquisaca, nachdem er Patrioten in und um Chuquisaca offenbar in größerem Ausmaß enteignet und auch hatte hinrichten lassen. Ebenso wurden Potosí und Cochabamba nicht mehr direkt verteidigt. Während die Argentinier den Südteil Oberperus besetzten, wurde es Ende Juli, bis de la Pezuela seine durch Desertionen geschrumpften Truppen auf einem Drittel des Weges von Oruro nach Chuquisaca sammeln konnte. Einzig der Eroberer Chiles, Mariano Osorio, der nach dem entscheidenden Sieg gegen die dortigen Patrioten in den Gerichtsbezirk Charcas verlegt worden war, hatte nicht mit Defiziten bei der Moral der Truppen zu kämpfen. Tacón hatte, wohl Anfang Mai, versucht, Guerilleros in Richtung Potosí zu jagen, musste aber aufgeben, weil er dabei gut zwei Drittel seiner Soldaten durch Fahnenflucht einbüßte.
Im Oktober und November fügte de la Pezuela Rondeau mit der tatkräftigen Unterstützung Tacóns als Stabschef zwei entscheidende Niederlagen zu, die die Argentinier zum Rückzug zwangen. Die Spanier nutzten die Gelegenheit, sich einerseits den Guerillagruppen im Gerichtsbezirk Charcas zu widmen und andererseits, mit Verstärkungen, erneut in Nordargentinien einzufallen.

Tacón zog noch im Dezember mit Truppen aus Cusco nach Potosí. Bereits Mitte Oktober hatte König Ferdinand VII. de la Pezuela zum Übergangs-Vizekönig in Lima bestimmt; Anfang April reiste er an seine neue Wirkungsstätte, wo er nach der dreimonatigen Anreise in sein Amt eingeführt wurde.
 Für seine Leistungen beförderte der neue Vizekönig Tacón zum Feldmarschall (in Spanien damals ein Rang zwischen Brigadegeneral und Generalleutnant). Tacón übernahm, wohl bereits Anfang 1816, erneut das Amt des Gouverneurs im Departement Potosí, wann genau er die Präsidentschaft des Königlichen Gerichtshofs in Charcas abgab, ist nicht nachvollziehbar, aber es war in jedem Fall in diesem Jahr.

Mitte Januar 1816 überfiel Padilla einen Ort nordöstlich von Chuquisaca und griff einen Monat später die Hauptstadt selbst an, da sich hier nur 300 Soldaten befanden. Die dortigen Spanier schlugen ihn zurück und verfolgten ihn. Als sie die Verfolgung wegen Munitionsmangel abbrechen mussten, wurden sie tagelang belagert, während ein Bataillon als Ersatz geschickt wurde. Dieses Bataillon wurde von anderen Guerillagruppen auf dem Weg aufgerieben. Daraufhin marschierten die Königstreuen ins belagerte Chuquisaca zurück und straften die dortigen Patrioten. De la Pezuela beauftragte Tacón und andere Befehlshaber, der Hauptstadt Beistand zu leisten. Auf dem Weg inkorporierte Tacón ein zweites Bataillon. In Chuquisaca angekommen, organisierte er einen Feldzug gegen die in der Gegend operierenden Guerillagruppen. Um zu verhindern, dass seine Vorbereitungen bekannt wurden, ließ er über 200 Zivilisten festnehmen und nach Oruro und Potosí abschieben. Er brach Richtung Osten auf, wobei ihm die Ermordung der Einwohner, sowie das Niederbrennen und Plündern von Yamparáez
 und einigen Dörfern im gleichnamigen Verwaltungsbezirk offenbar wichtiger war, als die Verfolgung der Guerillagruppen, die in der Folge weiter aktiv blieben. Um die Moral der Soldaten, die zumeist aus Oberperu stammten, hochzuhalten, führte Tacón die Plünderungen und Strafaktionen durch. Eine nachhaltige Wirkung erzielte er daher im militärischen Sinn mit seinem Vorstoß nicht, wohl aber zugunsten einer tiefsitzenden Abneigung gegen das Mutterland in den Reihen der Bevölkerung.
Zurück in Potosí, musste Tacón feststellen, dass die Guerilla die Kommunikation mit Chuquisaca empfindlich störte. Er schickte zwei Bataillone, die Padilla Ende Juni zurückwarfen. Anfang Juli kehrte Padilla deutlich verstärkt zurück und attackierte Chuquisaca. Das rief Tacón in Potosí auf den Plan. Er brach Mitte Juli mit einem Bataillon auf, inkorporierte eine Abteilung, die auf halbem Weg zwischen Potosí und Chuquisaca von einem anderen Guerillaführer verdrängt worden war. Nach weiteren Gefechten mit Guerillagruppen und Indianern erreichte er Chuquisaca, wo er erneut die Präsidentschaft der Real Audiencia übernahm. In der Folge machte er Ausfälle und reduzierte die Guerillagruppen, wobei er nicht wenige gefangene Patrioten hinrichten ließ.

Ein weiteres Bataillon, geführt von Francisco Javier Aguilera, hatte Padilla bis zu seinem Hauptquartier in La Laguna verfolgt. Im September stieß Tacón mit seinen Truppen hinzu. Um die Monatsmitte schickte Tacón Aguilera zum Angriff auf das zehn Leguas entfernte Lager der Patrioten vor, während er selbst die Deckung des Vorstoßes übernahm. Aguilera besiegte Padilla, der einige hundert seiner Mitstreiter verlor. Bei der Verfolgung am nächsten Tag stellte Aguilera Padilla und tötete ihn. Tacón begann aus La Laguna Truppen in verschiedene Landesteile zu entsenden, um dort die Guerilla ebenfalls zu zerschlagen.
Noch im selben Jahr kehrte Tacón an seinen Amtssitz in Potosí zurück, da die Guerilla geschwächt war und nur zeitweise regional zur Bedrohung wurde. Mit dem neuen Oberbefehlshaber für Oberperu, José de la Serna e Hinojosa verlagerte sich der Krieg 1817 an die Grenze nach Argentinien und darüber hinaus. Tacón behielt während der Abwesenheit de la Sernas den Oberbefehl in Oberperu. Er regierte das mittlerweile weitgehend ruhige Departement Potosí und war auch für die Sicherheit im Departement Charcas zuständig. 1818 beantragte er, wohl aus gesundheitlichen Gründen, nach Spanien zurückkehren zu dürfen. Vizekönig de la Pezuela gab dem Gesuch wurde statt, verlangte jedoch, dass Tacón dem König über die Lage in Oberperu zu informierte. Damit er, möglicherweise als Folge seiner Darstellung vor Ferdinand VII., Anfang September zum Generalkapitän von Puerto Rico ernannt werden konnte, muss er am Jahresanfang aus Potosí aufgebrochen sein.

## In Spanien
Aus gesundheitlichen Gründen lehnte Tacón den Posten in Puerto Rico ab und blieb in El Puerto de Santa María in der Bucht von Cádiz, wo er sowohl die Verwaltung präsidierte, als auch das Militär befehligte.
Offenbar neigte er im Trienio Liberal zur Verfassung, denn er wurde Ende 1821 in die Militärregierung in Malaga berufen und im folgenden Jahr stand er dem Wehrkreis Granada und Jaén vor. Nachdem die Verfassungsanhänger mit französischer Hilfe 1823 geschlagen waren, ließ ihn Ferdinand der VII. spüren, dass er auf der falschen Seite gestanden hatte. Er blieb in der Kaserne von Sevilla bis zum Tod des Monarchen und der Einsetzung der Regentin. Diese beförderte ihn zum Generalleutnant und machte ihn Anfang März 1834 zum Generalkapitän von Andalusien. In dieser Funktion blieb er nur wenige Wochen, denn die Regentin war der Ansicht, die beiden letzten verbliebenen Kolonien in der Karibik, Kuba und Puerto Rico, müssten vor Unabhängigkeitsbestrebungen und Carlismus geschützt werden. Anfang Juni löste Tacón Mariano Ricafort Palacín y Abarca als Generalkapitän von Kuba ab, den er bei den Kämpfen Oberperu kennengelernt hatte.

## Generalkapitän auf Kuba
Das 1607 gegründete Generalkapitanat Kuba hatte 1821 mit der Unabhängigkeit Mexikos seine Anbindung an das Vizekönigreich Neuspanien eingebüßt. Bereits gegen Ende des 18. Jahrhunderts hatte die erst gewährte, dann zurückgenommene und in der Haitianischen Revolution schließlich erkämpfte Unabhängigkeit des französischen Teils von Hispaniola zur Auswanderung von Rohrzuckerproduzenten nach Kuba geführt, da dort die Sklavenhaltung weiterhin satte Gewinne versprach. Daran änderten auch die Sklavenaufstände, die auch Tacón in seiner Amtszeit militärisch niederschlug, nichts.
Fast zehn Jahre nach den ersten Unabhängigkeitsbestrebungen auf der Insel (durch die Loge Soles y Rayos de Bolívar), wird Tacóns (zweifellos gerechtfertigter) Kampf gegen unpolitische Kriminalität mit der Einführung von Polizei von spanischen Autoren in den Vordergrund gestellt. Von Verbesserungen bei den Lebensbedingungen der nicht wohlhabenden Bevölkerung und der afrikanischstämmigen Sklaven zur Ursachenbekämpfung wird hingegen nichts berichtet. Der Journalist José Antonio Saco, den Tacón ausweisen ließ, schrieb über ihn: „Kriecherisch in Spanien und Tyrann auf Kuba“. Aus seinem rigorosen Durchgreifen erklärt sich seine, in den Artikeln 6 und 10 des Königlichen Statuts Spaniens von 1834 festgelegte, Auszeichnung als Prócer del Reino (span.: Vorkämpfer des Königreichs) kaum fünf Monate nach seinem Amtsantritt.
In seiner Amtszeit wurde ein Aquädukt zur Versorgung mit Trinkwasser und Abwasserkanäle gebaut, Straßen gepflastert, ein nach ihm benanntes Theater, aber auch ein Gefängnis errichtet. Er ließ Häfen ausbauen, schuf neue Marktplätze und führte Feuerwehr und Nachtwächter ein. Sogar eine Eisenbahnstrecke konnte er eröffnen. Für diese Investitionen ließ er Steuern und Abgaben massiv erhöhen.
Er unterdrückte wegen der immer vorhandenen Unabhängigkeitsbestrebungen den Aufbau von Milizen und weigerte sich, das Arsenal aufzulösen. Mit der Begründung, auf Kuba müsse anders regiert werden, als im Mutterland, schlug er in der zweiten Jahreshälfte 1836 den Aufstand eines Provinzgouverneurs, der zur Verfassung von 1812 zurückkehren wollte, nieder. Weil es ihm gelang, einige Rädelsführer zu ködern, konnte ein Bürgerkrieg verhindert werden. Im folgenden Jahr erhielt er dafür zwei Adelstitel: die neugeschaffenen „marqués (Markgraf) de la Unión de Cuba“ und „vizconde (Vicomte) de Bayamo“, den allerdings erst sein in Neugranada geborener Sohn 1849 in Empfang nehmen konnte. 1838 erhielt er den Orden vom Goldenen Vlies. Diese Ehrungen stießen jedoch bei vielen auf Ablehnung. So schrieb ein politischer Essayist in Madrid: „Tacón, Despot aus Instinkt, wegen Bildung und Interesse, verabscheute die Freiheit; die einen nennen ihn einen neuen Nero, einen modernen Caligula und die von der (iberischen) Halbinsel einen Schutzengel“.

## Zurück in Spanien
Nach fast genau vier Jahren übergab er sein Amt an den Nachfolger und wurde von den Eliten feierlich verabschiedet. Er ließ sich anschließend aus gesundheitlichen Gründen auf Mallorca nieder. Deswegen war es aufgrund eines Umsturzes in Madrid 1843 für ihn weniger angenehm, zum Vorsitzenden der Regierungsjunta und Generalkapitän der Balearen von den Inselbewohnern gewählt zu werden. Erst im folgenden Jahr gelang ihm der Rücktritt, wohl im Zusammenhang mit seiner Ernennung zum Botschafters am britischen Hof.
Von 1847 bis 1848 bekleidete er erneut den Posten des Botschafters in London. 1852 siedelte er nach Madrid über, wo er Ende des folgenden Jahres zum Senator auf Lebenszeit ernannt wurde. Hier starb er 1855.

## Bibliografie
- José María Baraya (1874): Biografías militares en medio siglo. Imprenta de Gaitan, Bogotá Archive (span.).
- Manuel José Cortés (1861): Esayo sobre la Historia de Bolivia. Imprenta de Beeche, Sucre. Archive (span.).
- Andrés García Camba (1916): Memorias para la historia de las armas Españolas en el Peru. Archive, Tomo I (span.).
- Rodrigo Llano Isaza (2002): Hechos y gentes de la primera República de Colombia (1810–1816). Fundación El Libro Total (span.).
- Manuel Mendiburu (1890): Diccionario historico-biografico del Peru. Tomo VIII. S. 1–7 Archive (span.).
- Bartolomé Mitre (1887): Historia de Belgrano y de la Independencia Argentina. Lajouane, Buenos Aires. Tomo II. Archive (span.).
- Joaquín De la Pezuela (1955): Memorias del General Pezuela. Publicaciónes del Instituto Historico del Perú, Lima. (span.).
- Eduardo Posada (1902): Tacón (Miguel y Rosique). Boletín de historia y antigüedades, Tomo V., S. 502 – 507. Archive (span.).
- Miguel Ramallo (1913): Batallas de la Guerra de la Independencia altoperuana. Indentencia de Guerra, La Paz. Google books (span.).
- José Manuel Restrepo (1858): Historia de la Revolución de la República de Colombia en la America Meridional. Tomo I. Imprenta de José Jacquin, Besanzon. Archive (span.).
- Rodríguez de la Torre: Miguel Tacón y Rosique. Real Academía de la Historia (RAH). (span.).
- Mariano Torrente (1830): Historia de la revolución hispano-americano. Archive, Tomo I., Archive, Tomo II. (span.).
- Manuel María Urcullo (1855): Apuntes para la historia de la revolución del Alto-Perú, hoi Bolivia. Imprenta de López, Sucre. Archive (span.).